# Měchenice
Měchenice település Csehországban, Nyugat-prágai járásban. Měchenice Březová-Oleško, Vrané nad Vltavou, Trnová, Davle és Klínec településekkel határos. Lakosainak száma 858 fő (2024. január 1.).

## Népesség
A település lakosságának változását az alábbi diagram mutatja:
| Lakosok száma | 129  | 117  | 173  | 448  | 599  | 591  | 808  | 858  | 834  | 858  |
|               | 1869 | 1890 | 1921 | 1950 | 1980 | 2001 | 2017 | 2019 | 2022 | 2024 |